# Achille Brioschi (imprenditore)
Achille Antonio Brioschi (Milano, 25 luglio 1860 – Genova, 16 febbraio 1942) è stato un imprenditore e politico italiano, inventore dell'Effervescente Brioschi e fondatore dell'Achille Brioschi & C.

## Biografia
Nel 1880 Brioschi iniziò un'attività in proprio, inventando il prodotto artigianale battezzato Effervescente Brioschi, ispirato al citrato di magnesio effervescente originario dell'Inghilterra.
Dopo aver aperto fabbriche in Brasile, a New York (1894) e a Balerna (1897), nel 1907 Brioschi strutturò la sua attività in una società collettiva, la Achille Brioschi & C.
Brioschi acquistò quindi il brevetto del Lisoformio, un prodotto disinfettante che divenne il più importante e più famoso prodotto della sua ditta.
Fece parte anche della comitiva Kautsky-Brioschi-Burghardt che comprendeva spettacoli teatrali, nei quali Alfons Mucha lavorò come pittore scenografico.
Fu inoltre sindaco di Grandate e consigliere comunale a Milano.
Morì infine a Nervi, un quartiere di Genova, il 16 febbraio 1942.